# Jon van Rood
Jon J. van Rood (Scheveningen, 7 de abril de 1926 - Leeuwarden, 21 de julho de 2017) foi um imunologista neerlandês.